# Twin Mirror
Twin Mirror é um jogo eletrônico episódico de aventura desenvolvido pela Dontnod Entertainment e publicado pela Bandai Namco Entertainment. O jogo foi lançado no dia 1 de dezembro de 2020 para as plataformas Microsoft Windows, PlayStation 4 e Xbox One.

## Jogabilidade
Twin Mirror é um jogo do gênero aventura jogado com perspectiva em terceira pessoa. Os jogadores controlam Sam, um jornalista investigativo que retornou à sua cidade natal de Basswood, na Virgínia Ocidental. Os elementos presentes no ambiente são interativos e alguns dos seus objetos podem ser coletados. As pessoas as quais Sam pode dialogar são opcionais e, baseado no estado de sua investigação, existem múltiplos finais para serem desbloqueados. Os jogadores navegam entre o mundo real e o "Palácio da Memória" de Sam para descobrir pistas. A voz interior de Sam, o Duplo, é capaz de ajudar ou prejudicar a investigação.

## Desenvolvimento
Firmando parceria com a publicadora Bandai Namco Entertainment, a Dontnod Entertainment iniciou seus trabalhos com Twin Mirror em 2016 com uma equipe separada de desenvolvedores seniores. Cerca de quarenta pessoas estavam trabalhando no jogo em setembro de 2018. O escritor principal, Matthew Ritter, disse que teve como influência outros jogos de aventura como Beneath a Steel Sky e o Space Quest. Ao contrário dos trabalhos anteriores, a Dontnod desejava que Twin Mirror não tivesse nenhum elemento sobrenatural. A decisão de ambientá-lo em uma cidade americana fictícia ampliou o apelo.

## Lançamento
Twin Mirror foi anunciado por meio de um trailer de estreia em junho de 2018 com previsão de lançamento para o ano seguinte sendo disponibilizado inicialmente disponibilizado para o Microsoft Windows, PlayStation 4 e Xbox One. Mais tarde foi revelado que o jogo seria lançado na forma de episódios, com Lost on Arrival sendo o primeiro de três episódios totais.

## Premiações
| Ano  | Prêmio                                  | Categoria     | Resultado | Ref    |
| ---- | --------------------------------------- | ------------- | --------- | ------ |
| 2018 | Jeuxvideo.com's Best of Gamescom Awards | Originalidade | Venceu    | [ 11 ] |